# Avatar: Fogo e Cinzas
Avatar: Fogo e Cinzas (título original: Avatar: Fire and Ash) é um futuro filme épico estadunidense de ficção científica e aventura, dirigido, produzido, editado e coescrito por James Cameron, com previsão para ser lançado em 19 de dezembro de 2025, como continuação de Avatar: O Caminho da Água (2022) e terceiro filme da franquia de mesmo nome.
Cameron está produzindo o filme com Jon Landau, Rick Jaffa e Amanda Silver originalmente anunciados como seus coescritores. Mais tarde, foi anunciado que Cameron, Jaffa, Silver, Josh Friedman e Shane Salerno participaram do processo de composição de todas as sequências, antes de serem designados para finalizarem os roteiros separados, tornando os eventuais créditos de escrita pouco claros. Os membros do elenco: Sam Worthington, Zoe Saldaña, Stephen Lang, Sigourney Weaver, Joel David Moore, CCH Pounder e Matt Gerald. Espera-se que todos retornem dos dois primeiros filmes para continuarem o terceiro.
As filmagens de Avatar: Fogo e Cinzas começaram, simultaneamente, com "Avatar: The Way of Water" em 15 de agosto de 2017. "Avatar: The Tulkun Rider" e "Avatar: The Quest for Eywa" (duas sequências adicionais) começarão a ser filmadas assim que as duas primeiras terminarem, e devem ser lançadas em 2029 e 2031, respectivamente.

## Premissa
Um ano após se estabelecerem com o Clã Metkayina, a família de Jake e Neytiri lida com o luto após a morte de Neteyam. Eventualmente, eles encontram uma nova e agressiva tribo Na'vi, o Povo das Cinzas, liderada pela feroz Varang, que se aliou ao inimigo de Jake: Quaritch, enquanto o conflito em Pandora se intensifica com consequências devastadoras.

## Elenco
- Sam Worthington como Jake Sully, um ex-humano que se apaixonou por Neytiri e se tornou amigo dos Na'vi após fazer parte do Programa Avatar, eventualmente tomando o lado deles no conflito com os humanos e transferindo sua mente para seu avatar permanentemente. Após o segundo filme, ele e sua família deixaram o clã Omatikaya e se juntaram ao clã Metkayina.[13][14]
- Zoe Saldaña como Neytiri, esposa de Jake que deixou os Omatikaya e se juntou aos Metkayina.[13]
- Sigourney Weaver como Kiri, filha do avatar Na'vi da Dra. Grace Augustine, que foi adotada por Jake e Neytiri.[15]
- Stephen Lang como Coronel Miles Quaritch, ex-comandante militar humano que liderou as forças da RDA, a organização humana que coloniza Pandora, e morreu em seu conflito com os Na'vi em 2154. Ele e outros soldados caídos foram posteriormente ressuscitados como "recombinantes" Avatar.
- Oona Chaplin como Varang, a líder Na'vi de um clã de "Povo das Cinzas"[16] que vive em vulcões.[17][18] James Cameron disse sobre Varang que "Varang é a líder de um povo que passou por uma dificuldade incrível. Ela está endurecida por isso. Ela fará qualquer coisa por eles, mesmo coisas que consideraríamos malignas."[19]
- Cliff Curtis como Tonowari, chefe do clã de Metkayina, povo do recife.[20][21]
- Britain Dalton como Lo'ak, o segundo filho de Jake e Neytiri e o narrador do filme.[21]
- Trinity Jo-Li Bliss como Tuktirey ("Tuk"), filha mais nova de Jake e Neytiri.[21]
- Jack Champion como Miles "Spider" Socorro, o filho adolescente de Quaritch, nascido em Hell's Gate (a base humana em Pandora no primeiro filme), que foi resgatado e adotado por Jake e Neytiri depois que esta havia matado seu pai.[21][22]
- Bailey Bass como Tsireya ("Reya"), uma graciosa e forte mergulhadora livre dos Metkayina e filha de Tonowari e Ronal. No segundo filme, Tsireya surge como o interesse amoroso de Lo'ak.[21][23]
- Kate Winslet como Ronal, uma mergulhadora livre dos Metkayina e esposa de Tonowari, que está grávida.[21][24][25]
- Giovanni Ribisi como Parker Selfridge, o ex-administrador-chefe desonrado da operação de mineração da RDA no primeiro filme.[26]
- Joel David Moore como Dr. Norm Spellman, um ex-cientista do Programa Avatar que escolheu ficar do lado dos Na'vi no primeiro filme.[27]
- CCH Pounder como Mo'at, a líder espiritual dos Omatikaya e mãe de Neytiri.[28][29]
- Edie Falco como General Frances Ardmore, sucessora de Quaritch como comandante das operações militares da RDA.[30]
- Brendan Cowell como Capitão Mick Scoresby, o ex-comandante de um navio de caça marinha do setor privado no planeta Pandora que anteriormente perdeu um braço para Payakan.[31]
- Jemaine Clement como Dr. Ian Garvin, um biólogo marinho empregado por Scoresby.[32]
- Filip Geljo como Ao'nung, um jovem caçador e mergulhador livre dos Metkayina e filho de Tonowari e Ronal.[33]
- Duane Evans, Jr. como Rotxo, um jovem caçador e mergulhador livre dos Metkayina.[34]
- Dileep Rao como Dr. Max Patel, um cientista que trabalhou no Programa Avatar e passou a apoiar a rebelião de Jake contra a RDA.[35]
- Matt Gerald como Cabo Lyle Wainfleet, um mercenário que lutou e morreu na batalha da RDA contra os Na'vi em 2154. Anos depois, a RDA colocou suas memórias em um recombinante.[36]
- David Thewlis como Peylak, o líder Na'vi dos Wind Traders, que aparecerá em Fire and Ash, Avatar 4 e 5.[37]
- O filme também verá o retorno de Payakan, o Tulkun (uma espécie de baleia) que se torna amigo de Lo'ak.[38]

## Produção
Em 31 de julho de 2017, foi anunciado que o estúdio de efeitos visuais Weta Digital, com sede na Nova Zelândia, havia começado a trabalhar nas sequências de Avatar.

### Desenvolvimento
Em agosto de 2017, Matt Gerald assinou oficialmente o papel de seu primeiro filme, como o Cabo Lyle Wainfleet, em todas as próximas sequências. No mesmo mês, em entrevista ao Empire, Cameron revelou que Stephen Lang não estaria apenas retornando em todas as quatro sequências, mas também que seria o principal vilão em todos os quatro filmes.
Em 3 de outubro de 2017, Kate Winslet assinou em todas as quatro sequências para um papel não especificado no filme, que foi descrito por Cameron como "Ronal".
Em 25 de janeiro de 2018, Dileep Rao foi confirmado para retornar como Dr. Max Patel.
Em 13 de fevereiro de 2019, o produtor James Cameron revelou que o possível nome do filme seria Avatar 3: The Seed Bearer, bem como o título dos demais filmes da saga. Em 09 de agosto de 2024, foi confirmado que o nome do filme seria Avatar: Fire and Ash.

### Filmagens
As filmagens, tanto de Avatar 2 como de Avatar 3, começaram simultaneamente em 25 de setembro de 2017, em Manhattan Beach, Califórnia. As filmagens das duas sequências adicionais, começarão assim que as duas primeiras terminarem.

## Lançamento
Avatar: Fogo e Cinzas está programado para ser lançado nos Estados Unidos em 19 de dezembro de 2025, sendo distribuído pela Walt Disney Studios Motion Pictures, três anos após o lançamento de Avatar 2. No Brasil e em Portugal, o filme será lançado um dia antes, em 18 de dezembro de 2025.